# Albert von Blumenthal
Karl Albert Graf von Blumenthal (* 13. April 1797 in Neudeck; † 30. August 1860 in Potsdam) war ein preußischer Generalleutnant, Domherr zu Halberstadt und Ehrenritter des Johanniterordens.

## Leben

### Herkunft
Albert war ein Sohn von Heinrich von Blumenthal (1765–1830) und dessen Ehefrau Friederike, geborene von Plessen (1769–1848) aus dem Hause Klein Vielen. Sein Vater war Herr auf Neudeck, Adamsdorf und Liepen sowie preußischer Kammerherr und Domkapitular von Magdeburg.

### Militärkarriere
Blumenthal trat während der Befreiungskriege am 4. Mai 1814 in das 1. Garde-Regiment zu Fuß der Preußischen Armee ein und avancierte bis Ende September 1834 zum Hauptmann und Kompaniechef. Am 18. April 1840 erhielt er das Kommando über die Leibkompanie. Er wurde am 22. März 1843 zum Major befördert, dem Regiment aggregiert und am 1. Juni 1843 Kommandeur des kombinierten Garde-Reserve-Bataillon. Am 22. März 1845 wurde Blumenthal in das 1. Garde-Regiment einrangiert und am 2. April 1846 zum Kommandeur des I. Bataillon ernannt. In gleicher Eigenschaft war er ab dem 2. Januar 1849 im Füsilier-Bataillon tätig, bevor er am 22. Juni 1850 zur Dienstleistung bei König Friedrich Wilhelm IV. kommandiert wurde. In dieser Stellung stieg er Ende September 1850 zum Oberstleutnant und wurde am 7. Februar 1851 zum Flügeladjutanten des Königs ernannt. Blumenthal erhielt am 6. März 1851 den Orden der Eisernen Krone II. Klasse und am 19. April 1851 das Kommandeurskreuz II. Klasse des Herzoglich Sachsen-Ernestinischen Hausordens. Am 4. November 1851 kam er als Kommandeur zurück in das 1. Garde-Regiment zu Fuß, wo er am 2. Dezember 1851 zum Oberst befördert wurde. Am 1. Januar 1853 wurde er mit dem Kommandeurskreuz des Leopold-Ordens ausgezeichnet.
Am 5. August 1856 wurde Blumenthal Kommandeur der 31. Infanterie-Brigade und Führer der Besatzung der Bundesfestungen. Mitte Oktober 1856 folgte seine Beförderung zum Generalmajor und am 1. Januar 1858 erhielt er den Roten Adlerorden II. Klasse mit Eichenlaub. Unter Verleihung des Charakters als Generalleutnant wurde Blumenthal am 20. März 1859 mit Pension zur Disposition gestellt. Er starb am 30. August 1860 in Potsdam.

### Familie
Blumenthal heiratete am 14. November 1825 Mathilde von Schlegel, Tochter des Oberst von Schlegel. Aus der Ehe ging die Tochter Mathilde (1837–1891) hervor, die 1856 in Karow Ludwig von Wartensleben (1831–1926) ehelichte.